# Candelaria, Kuba
Candelaria är en ort i Kuba.   Den ligger i provinsen Artemisa, i den västra delen av landet, 70 km sydväst om huvudstaden Havanna. Candelaria ligger 50 meter över havet och antalet invånare är 12 675.
Terrängen runt Candelaria är platt åt sydost, men åt nordväst är den kuperad. Runt Candelaria är det ganska tätbefolkat, med 90 invånare per kvadratkilometer. Närmaste större samhälle är San Cristobal, 10,3 km väster om Candelaria. Omgivningarna runt Candelaria är en mosaik av jordbruksmark och naturlig växtlighet.